# Oskar Bider
Pour les articles homonymes, voir Bider.
Oskar Bider, né le 12 juillet 1891 à Langenbruck et mort le 7 juillet 1919 à Dübendorf, est un pionnier suisse de l'aviation. Il est notamment connu pour être le premier aviateur à avoir réalisé la traversée complète des Pyrénées et des Alpes.

## Biographie
Il est le deuxième fils d'un marchand de tissus et le frère de l'actrice Leny Bider. Il ne suit pas la même carrière que son père, préférant s'orienter vers l'agriculture. Il s'instruit à l'École d'agriculture de Rütti et devient notamment gaucho en Argentine.
Il rentre en Europe en 1911 lorsqu'il apprend le décès malheureux du pilote Jorge Chávez Dartnell qui avait réussi à traverser le sud des Alpes entre la Suisse et l'Italie. Il décide alors de s'adonner à l'aviation, décrochant son brevet de pilote en France le 30 décembre 1912, sous le numéro 1194, après avoir suivi une formation à l'école Blériot de Pau.
Il passe à la postérité grâce notamment à deux exploits : il est, en effet, le premier aviateur à avoir franchi les Pyrénées (24 janvier 1913, Pau - Madrid) puis des Alpes.
Son « petit vol des Alpes » (13 mai 1913, Berne - Sion) est effectué avec un monoplan Blériot biplace à moteur Gnome de 80 chevaux.
Le 13 juillet 1913, il est le premier à traverser entièrement les Alpes dans le « grand vol des Alpes » de Berne (Beundenfeld) à Milan. Parti de Berne, il franchit le Jungfraujoch (Alpes bernoises), puis les Alpes pennines, atterrit à Domodossola pour refaire le plein et redécolle pour Milan. Il attend treize jours à Milan de bonne condition météorologique puis franchit à nouveau les Alpes, cette fois par le col du Lukmanier et le Chrüzli Pass (en).
Lieutenant dans l'armée suisse, il est chargé de l'instruction de futurs aviateurs. Il est licencié avec effet au 2 juillet 1919 en raison de la fin de la guerre, ce qui lui crée une situation de grand stress car il se trouve sans emploi et obligé de rentrer dans la vie civile alors qu'il envisage de se marier. Début juillet 1919, il crée avec Fritz Rihner la Schweizerische Gesellschaft für Lufttourismus pour commercialiser des tours en hydravion. Cet ambitieux projet n'a pas le temps de se réaliser en raison de son décès.
Dans la nuit de 6 au 7 juillet, il fait la fête avec ses amis militaires à l'occasion de son départ de l'armée. Il perd la vie dans la matinée du 7 juillet 1919, étant victime d'un accident avec son Nieuport 21 lors d'une démonstration de voltige où l'appareil part en vrille. Il meurt sur le coup.

## Hommages

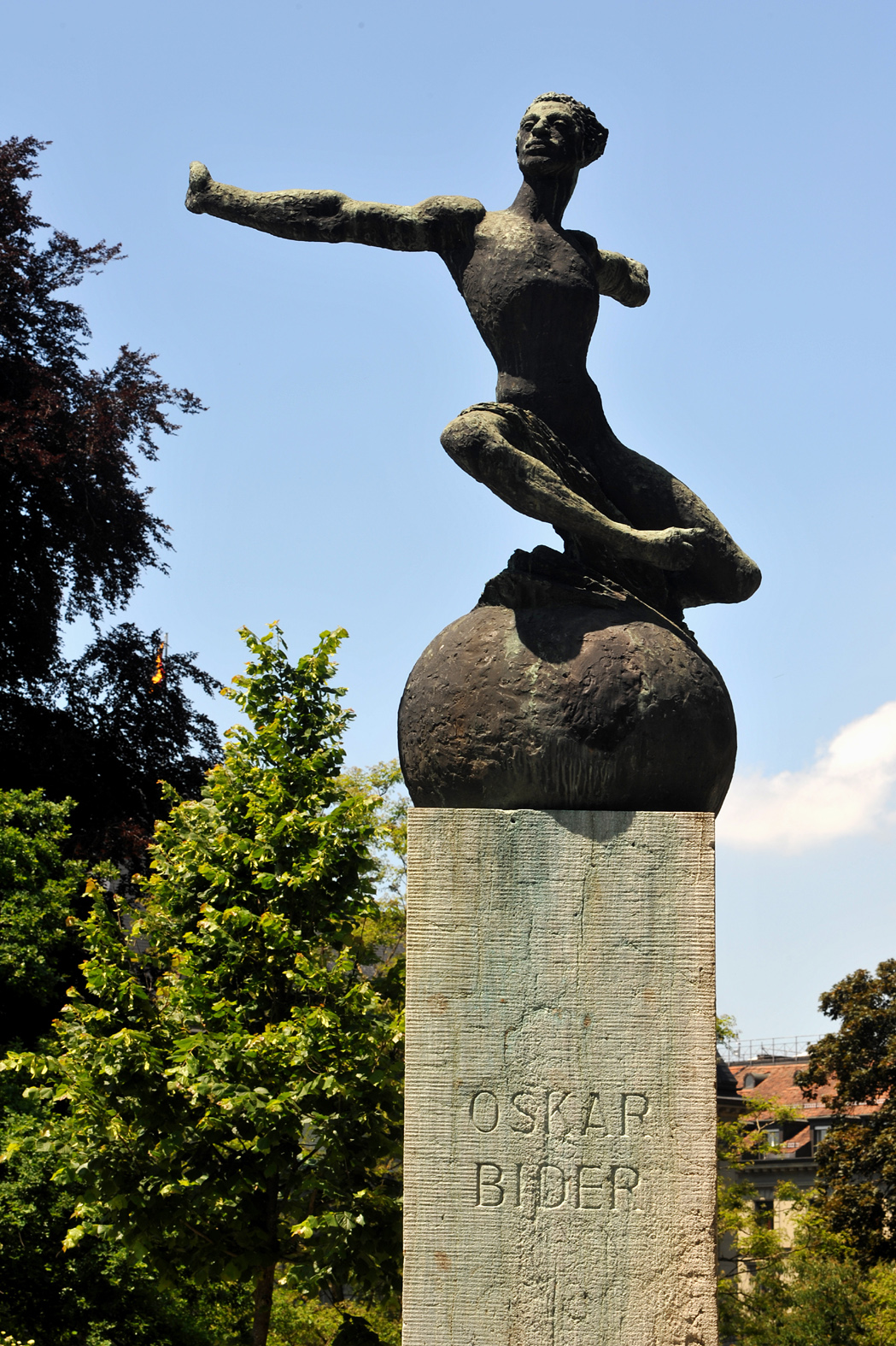
Mémorial Bider réalisé par Hermann Haller à Berne

À Berne, il y a un monument à sa mémoire ainsi qu'une rue avec son nom. On trouve aussi des Oskar Bider-Strasse à Dübendorf, à Liestal et à Langenbruck, et une rue Oscar Bider à Sion et à Les Avanchets (Genève).
Un timbre suisse de 1977 le commémore.
Un Bider-Hangar de l'aéroport de Berne est classé dans l'Inventaire suisse des biens culturels d'importance nationale et régionale.